# Salvador Challenger
Il Salvador Challenger è un torneo professionistico di tennis giocato su campi in terra verde a Salvador de Bahia, in Brasile. Fa parte dell'ATP Challenger Tour e la prima edizione si è giocata nel 2022. È inoltre uno dei tornei del circuito Legión Sudamericana creato per aiutare lo sviluppo professionale dei tennisti sudamericani.

## Albo d'oro

### Singolare
| Anno | Campione       | Finalista                  | Punteggio     |
| ---- | -------------- | -------------------------- | ------------- |
| 2023 | Non disputato  | Non disputato              | Non disputato |
| 2022 | João Domingues | Marcelo Tomás Barrios Vera | 7–6(9), 6–1   |

### Doppio
| Anno | Campioni                         | Finalisti                         | Punteggio     |
| ---- | -------------------------------- | --------------------------------- | ------------- |
| 2023 | Non disputato                    | Non disputato                     | Non disputato |
| 2022 | Diego Hidalgo Cristian Rodríguez | Orlando Luz Felipe Meligeni Alves | 7–5, 6–1      |